# جین کوا
جین کوا (انگلیسی: Jana Cova؛ زاده ۱۳ آوریل ۱۹۸۰) یک بازیگر پورنوگرافی اهل جمهوری چک است.
وی به عنوان مدل در پلی‌بوی هم حضور داشته است.